# Jewstafij Mamukow
Jewstafij Ihnatiewicz Mamukow, ros. Евстафий Игнатьевич Мамуков (ur. w 1894 r. w stanicy Aleksandra Newskiego w okręgu terskim, zm. w 1976 r. w Monachium) – rosyjski wojskowy, działacz i publicysta emigracyjny, wykładowca w szkole dywersantów w Sankt Johann am Walde pod koniec II wojny światowej.
Ukończył wojskową szkołę topograficzną w Sankt Petersburgu. Brał udział w I wojnie światowej. Wstąpił do wojsk Białych. W listopadzie 1920 r. ewakuował się z Krymu do Gallipoli. Zamieszkał w Królestwie SHS. Został architektem. W 1932 r. wstąpił do Narodowego Związku Pracujących (NTS). Stanął na czele jugosłowiańskiego oddziału NTS. W latach 1942–1943 prowadził konspiracyjną działalność na okupowanej Ukrainie i południowej Rosji. Przez pewnie czas działał przy Rosyjskiej Wyzwoleńczej Armii Ludowej (RONA). Po aresztowaniach członków NTS przez Gestapo latem 1944 r., organizował sojusznicze centrum zapasowe. Opracowywał plan przeniesienia wszystkich jednostek wojskowych Sił Zbrojnych Komitetu Wyzwolenia Narodów Rosji w górskie tereny Jugosławii w celu połączenia się z kolaboracyjnymi oddziałami serbskimi i słoweńskimi, a następnie dalszej walki przeciwko Sowietom i miejscowym komunistom. Od końca 1944 r. do marca 1945 r. wykładał w szkole dywersantów koło wsi Sankt Johann am Walde w Austrii. W 1946 r. wyjechał do Argentyny, gdzie stanął na czele miejscowego oddziału NTS. Został redaktorem naczelnym pisma ogólno-politycznego „Вехи”. Na pocz. lat 50. powrócił do zachodnich Niemczech. Został członkiem Rady NTS. W 1955 r. opowiedział się przeciwko przewodniczącemu NTS Wiktorowi M. Bajdałakowowi, z powodu czego wykluczono go ze Związku.